# Рускеальские водопады
Рускеа́льские водопа́ды — четыре равнинных водопада в Сортавальском районе Карелии рядом с посёлком Рускеала на реке Тохмайоки. Высота водопадов колеблется в пределах 3—4 метров. Историческое название водопадов Ahinkoski. В месте падения водопада проложена экологическая тропа с информационными табло.
Водопады известны туристам и экстремалам, преодолевающим их на каяках.
Эти водопады получили известность благодаря советскому фильму «А зори здесь тихие» (1972 года).
Также здесь снимали фильм «Тёмный мир». Для съёмок прямо на водопаде был сооружён муляж рубленой избы, который так и остался после съёмок.